# Conus retifer
Conus retifer é uma espécie de gastrópode do gênero Conus, pertencente à família Conidae.